# Macbeth (ópera)
Macbeth es una ópera en cuatro actos y diez cuadros con música de Giuseppe Verdi y libreto en italiano de Francesco Maria Piave y Andrea Maffei, estrenada en el Teatro della Pergola, de Florencia el 14 de marzo de 1847. El libreto está basado en la tragedia homónima de William Shakespeare. Fue la décima ópera de Verdi y también la primera de las obras de Shakespeare que adaptó a la escena operística.

## Historia

### Composición
De su ópera Macbeth, Verdi escribió: He aquí este Macbeth, el cual amo más que a todas mis otras óperas. Escrita después del éxito de Attila en 1846 para entonces el compositor estaba bien establecido, pero fue anterior a los grandes éxitos de 1850 a 1853, Rigoletto, El trovador y La traviata que impulsaron a Verdi a una fama universal. Como fuente, las obras de Shakespeare inspiraron a Verdi durante toda su vida: algunas, como Re Lear nunca las llegó a realizar pero compuso sus dos últimas óperas usando Otelo como base para Otello (1887) y Las alegres comadres de Windsor para Falstaff (1893).
Influido por su amistad en los años 1840 con Andrea Maffei, un poeta y hombre de letras que le había sugerido tanto Die Räuber (Los ladrones) de Schiller y Macbeth de Shakespeare como temas apropiados para óperas, Giuseppe Verdi empezó a escribir la música para Macbeth en 1846 después de recibir un encargo del Teatro della Pergola de Florencia y le aseguraron que determinados cantantes estarían disponibles, especialmente el barítono, Felice Varesi. (Maffei estaba ya escribiendo el libreto de I masnadieri, que se basaba en la obra de Schiller sugerida. Debido a diversas complicaciones, incluyendo la enfermedad de Verdi, aquella obra no tendría su estreno hasta julio de 1847).
La primera versión de Macbeth la terminó en la mitad de lo que Verdi llamó sus "años de galera" (años de cautiverio). Desde 1842 a 1850, este período vio al compositor producir 14 óperas, pero para los estándares de casi todas las óperas italianas de los primeros cincuenta años del siglo XIX, Macbeth era muy insólita. Verdi intentó aquí construir un verdadero drama musical, que no seguía las tradicionales (y esperadas) convenciones de la ópera italiana (recitativos, arias, números concertantes, etc.). 
El texto de Piave se basó en una traducción en prosa de Carlo Rusconi que se había publicado en Turín en 1838. Verdi no encontró la obra original de Shakespeare hasta después de la primera representación de la ópera, aunque había leído a Shakespeare traducido desde hacía años, como señaló en una carta del año 1865: "Es uno de mis poetas favoritos. Lo tengo en mis manos desde mi más temprana juventud".
Escribiendo a Piave, Verdi dejó claro cuán importante le resultaba este tema: "...Esta tragedia es una de las grandes creaciones humanas... Si no podemos sacar algo grande de ella, al menos intentemos hacer algo extraordinario". A pesar de desacuerdos y de la necesidad de Verdi de corregir constantemente los borradores de Piave (hasta el punto de que Maffei participó en la reescritura de algunas escenas del libreto, especialmente el coro de brujas del Acto III y la escena de sonambulismo,) su versión sigue la obra de Shakespeare de manera bastante estrecha, pero con algunos cambios.  En lugar de usar tres brujas como en la obra, hay un gran coro femenino (Streghe), cantando en una armonía de tres partes. El último acto empieza con una asamblea de refugiados en la frontera inglesa, y, en la versión revisada, acaba con un coro de bardos celebrando la victoria sobre el tirano.

### Representaciones

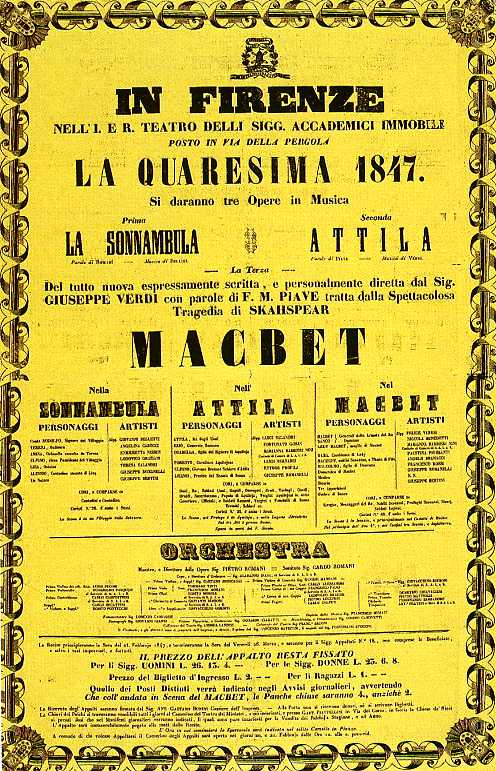
Cartel de Macbeth en Florencia, 1847.

La versión de 1847 tuvo mucho éxito y fue ampliamente representada. Encantado con su ópera y la recepción que tuvo, Verdi escribió a Antonio Barezzi, su anterior suegro y partidario desde hacía tiempo, el 25 de marzo de 1847 alrededor de dos años después del estreno: "Desde hace tiempo quiero dedicarte una ópera a ti, que has sido padre, benefactor, y amigo mío. Era un deber que debía haber cumplido antes si las imperiosas circunstancias no me lo hubieran impedido. Ahora, te envío Macbeth a la que aprecio por encima de mis otras óperas, y por lo tanto considero la más valiosa que puedo regalarte" La versión de 1847 tuvo éxito y fue representada por toda Italia hasta que apareció la versión de 1865. La primera versión se estrenó en los Estados Unidos en abril de 1850 en Niblo's Garden de Nueva York con Angiolina Bosio como Lady Macbeth y Cesare Badiali como Banco. El estreno británico tuvo lugar en octubre de 1860 en Mánchester.
En 1864 pidieron a Verdi música adicional, un ballet y un coro final, para una producción en el Théâtre Lyrique (Théâtre-Lyrique Impérial du Châtelet) en París. Al principio pensó que estos añadidos eran todo lo que se necesitaba, pero luego se dio cuenta de que necesitaba dar un repaso a toda la ópera. Advirtiendo al empresario del Lyrique que necesitaba más tiempo, tuvo la oportunidad de revisar toda la ópera, en particular añadiendo música para Macbeth y Lady Macbeth en los actos I y III; el añadido de un ballet en el acto III; y cambiando el final de los actos III y IV, en el último caso eliminando el aria de Macbeth Mal per me che m'affidai - "Confiando en las profecías del Infierno" y añadiendo el coro triunfal al final. De nuevo se requirieron los servicios de Piave y la nueva versión se representó por vez primera el 21 de abril de 1865. Esta versión tuvo menos éxito (un fiasco, según las palabras del compositor). Esto asombró al compositor: "Yo pensé que lo había hecho bastante bien... parece que me equivoqué". Sigue siendo la versión preferida para las interpretaciones modernas.
Después del estreno de 1865 de la versión revisada, que se vio seguida por solo 13 representaciones más, la ópera en gran medida desapareció del repertorio. Se representó en París en abril de 1865 y hasta alrededor de 1900, fue raramente representada hasta después de la Segunda Guerra Mundial. El estreno estadounidense de esta versión no tuvo lugar hasta el 24 de octubre de 1941 en Nueva York.
Dos producciones europeas, en Berlín en los años treinta y en Glyndebourne en 1938 y 1939, fueron importantes para ayudar a la reposición en el siglo XX. La producción de 1938 fue el estreno británico de la versión revisada y la primera que combinó la muerte de Macbeth de la versión de 1847 con el final triunfante de la versión de 1865, algo totalmente opuesto a los deseos de Verdi. Glydebourne la repuso en los años cincuenta pero no fue hasta 1959 cuando apareció en la lista de la Metropolitan Opera por vez primera. Ha tenido 91 representaciones entre 1959 y 2008. Del mismo modo, las primeras representaciones en la Royal Opera House, Covent Garden, con Tito Gobbi y luego otros en el rol titular, tuvo lugar solo en 1960. 

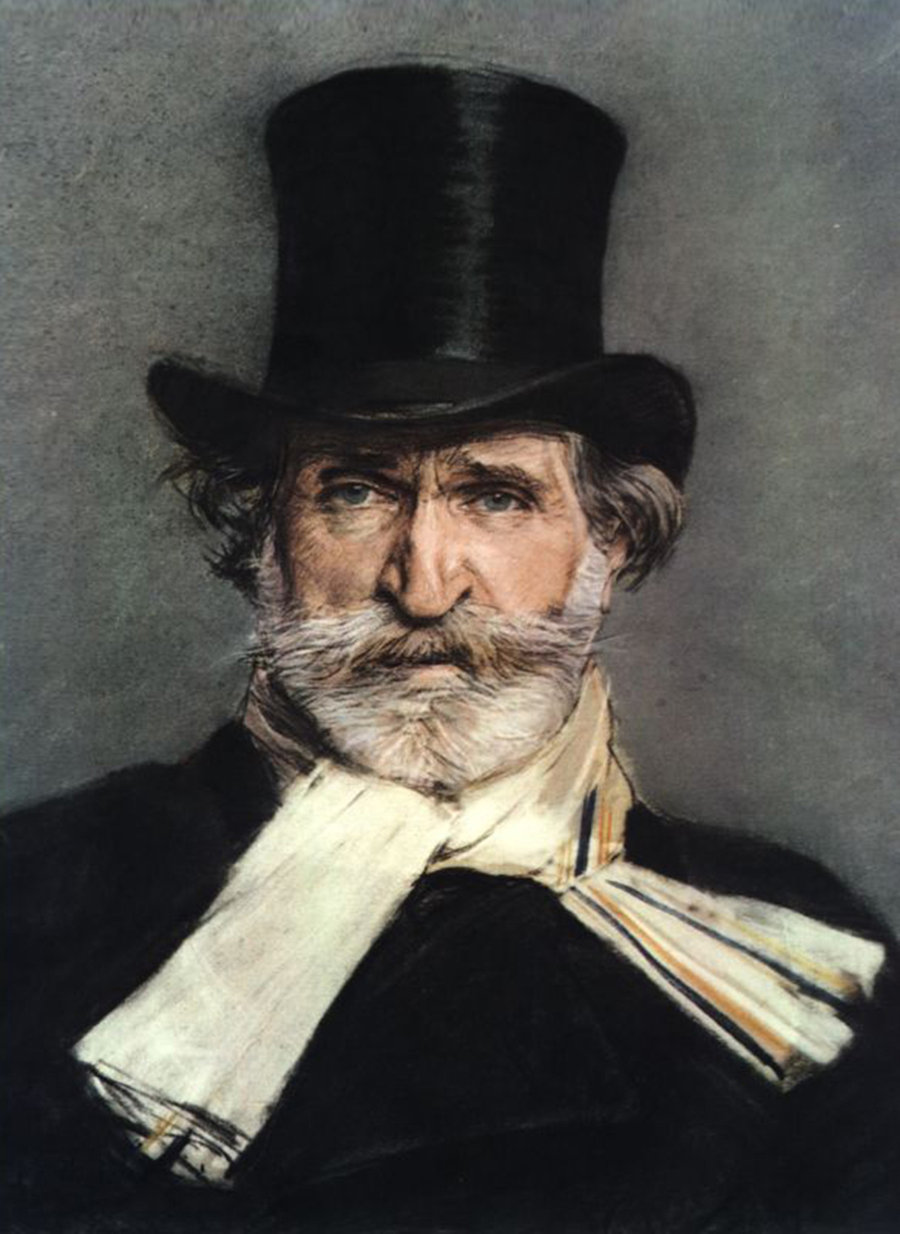
Giuseppe Verdi por Giovanni Boldini.

En tiempos recientes, la ópera ha aparecido más frecuentemente en los repertorios de la Ópera Nacional de Washington (2007) y la Ópera de San Francisco (noviembre-diciembre de 2007) y muchos otros teatros de ópera por todo el mundo, pero casi todas las producciones representan la versión revisada con la excepción de tanto el original como la versión revisada que se presentaron en 2003 como parte del "ciclo Verdi" de todas las óperas del compositor en sus diferentes versiones que realiza la Ópera de Sarasota.
Esta ópera se encuentra entre las más representadas del repertorio; en las estadísticas de Operabase aparece la n.º 31 de las cien óperas más representadas en el período 2005-2010, siendo la 19.ª en Italia y la novena de Verdi, con 123 representaciones.

## Personajes
| Personaje                                                 | Tesitura            | Elenco del estreno, 14 de marzo de 1847 (Director: Giuseppe Verdi) | Versión revisada Elenco del estreno, 21 de abril de 1865 (Director: Adolphe Deloffre) |
| --------------------------------------------------------- | ------------------- | ------------------------------------------------------------------ | ------------------------------------------------------------------------------------- |
| Macbeth (llamado Macbetto en el texto)                    | barítono            | Felice Varesi                                                      | Jean-Vital Jammes ("Ismaël")                                                          |
| Lady Macbeth                                              | soprano             | Marianna Barbieri-Nini                                             | Amélie Rey-Balla                                                                      |
| Banco (Banquo en la obra original)                        | bajo                | Nicola Benedetti                                                   | Jules "Giulio" Bilis-Petit                                                            |
| Macduff                                                   | tenor               | Angelo Brunacci                                                    | Jules-Sébastien Monjauze                                                              |
| Dama de honor                                             | mezzosoprano        | Faustina Piombanti                                                 | Mairot                                                                                |
| Malcolm                                                   | tenor               | Francesco Rossi                                                    | Auguste Huet                                                                          |
| Doctor                                                    | bajo                | Giuseppe Romanelli                                                 | Prosper Guyot                                                                         |
| Sirviente de Macbeth                                      | bajo                | Giuseppe Romanelli                                                 | Péront                                                                                |
| Heraldo                                                   | bajo                | Giuseppe Bertini                                                   | Gilland                                                                               |
| Asesino                                                   | bajo                | Giuseppe Bertini                                                   | Caillot                                                                               |
| Tres apariciones                                          | 2 sopranos y 1 bajo |                                                                    |                                                                                       |
| Duncano (Duncan), rey de Escocia                          | Papel mudo          |                                                                    |                                                                                       |
| Fleanzio (Fleance), hijo de Banco                         | Papel mudo          |                                                                    |                                                                                       |
| Brujas, mensajeros, nobles, cortesanos, refugiados - coro |                     |                                                                    |                                                                                       |

## Argumento
Nota: hay varias diferencias entre la versión de 1847 y la de 1865
Lugar: Escocia
Tiempo: siglo XI

### Acto I
Un grupo de brujas saluda a Macbeth como barón de Cawdor, y luego rey. Banco es saludado como el fundador de una larga línea de futuros reyes. Aparecen mensajeros del rey nombrando a Macbeth barón de Cawdor.  
Lady Macbeth lee una carta de su esposo hablándole del encuentro con las brujas. Está decidida a impulsar a Macbeth al trono. Avisan a Lady Macbeth de que el rey Duncan pasará la noche en su castillo; ella está decidida a que lo maten (Or tutti, sorgete - "Levantaos ahora, ministros del infierno"). Cuando Macbeth regresa ella le insta a que aproveche la oportunidad de matar al rey.  Lady Macbeth remata el crimen, incriminando a los guardias dormidos manchándolos con la sangre de Duncan. Macduff descubre el crimen.

### Acto II
Macbeth es ahora el rey, pero le preocupa la profecía de que Banco, y no él, fundará una gran dinastía real. Para impedirlo, dice a su esposa que harán que mate a Banco y su hijo cuando vengan al banquete. 
Matan a Banco, pero su hijo Fleanzio consigue escapar. Cuentan el asesinato a Macbeth, pero cuando él vuelve a la mesa el fantasma de Banco está sentado en su lugar. Macbeth grita al fantasma y los horrorizados invitados creen que ha enloquecido. El banquete finaliza de manera abrupta con su marcha horrorizada y atemorizada.

### Acto III
Macbeth va a la cueva de las brujas y las conjura. La primera le aconseja que se cuide de Macduff. La segunda le dice que no puede dañarlo ningún hombre "nacido de una mujer". La tercera que no puede ser conquistado hasta que el bosque de Birnam marche contra él. 
A Macbeth le muestran entonces el fantasma de Banco y sus descendientes, ocho futuros reyes de Escocia, ratificando la profecía original. Se desmaya, pero recupera la consciencia en el castillo. 
En la versión original, el acto termina con Macbeth recuperándose y resuelto a afirmar su autoridad: Vada in fiamme, e in polve cada.
Cuando llega la reina, Macbeth le habla de su encuentro con las brujas y deciden matar al hijo de Banco y a la familia de Macduff (Dúo: Ora di morte e di vendetta - "Hora de muerte y de venganza").

### Acto IV

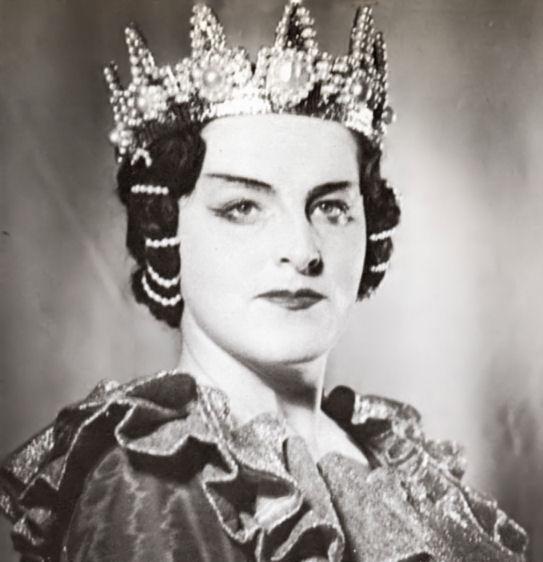
Birgit Nilsson como Lady Macbeth, 1947

En la distancia queda el bosque de Birnam. Macduff está decidido a vengar las muertes de su esposa e hijos a manos del tirano. Se le une Malcolm, el hijo del rey Duncan, y el ejército inglés. Malcolm ordena a cada soldado cortar una rama de un árbol en el bosque de Birnam y llevarlo cuando ataquen al ejército de Birnam.
Mientras, en el castillo de Macbeth, un doctor y la dama observan a la reina Lady Macbeth sonámbula, que se frota las manos intentando limpiarlas de sangre (Una macchia è qui tuttora! - "Todavía queda aquí una mancha"). 
En el campo de batalla, Macbeth sabe que un ejército se aproxima, pero él está seguro al recordar la profecía de las apariciones. Descubre que el bosque de Birnam de hecho se acerca al castillo y estalla la batalla.
En el final de la versión original Macduff persigue a Macbeth y lucha contra él, y Macbeth cae. Él le dice a Macbeth que no "ha nacido de mujer" sino que lo "sacaron" del útero materno. Sigue la lucha. Mortalmente herido, Macbeth, en un aria final - Mal per me che m'affidai - "Mal para mi que me fie de las profecías del infierno" - proclama que confiar en las profecías del infierno han causado su caída. Muere en escena, mientras que los hombres de Macduff lo proclaman como nuevo rey.

## Estructura
La estructura que se presenta a continuación se refiere a la versión de 1865. En la versión anterior, la de 1847, el aria del segundo acto, segunda escena, de Lady Macbeth es Trionfai! securi alfine; al final del tercer acto, en vez del dúo entre Lady Macbeth y Macbeth, se realiza un aria de Macbeth, Vada in fiamme e in polve cada; al final de la ópera muestra la muerte en escena de Macbeth (Mal per me che m'affidai).

### Acto I
- 1 Preludio
- 2 Introducción
  - Coro Che faceste? dite su! (Streghe) Escena I
  - Escena Giorno non vidi mai sì fiero e bello! (Macbeth, Banco, Streghe, Messaggeri) Escena II-III
  - Dueto Due vaticini compiuti or sono... (Macbeth, Banco) Escena III
  - Coro S'allontanarono! - N'accozzeremo (Streghe) Escena IV
- 3 Cavatina de Lady Macbeth
  - Escena Nel dì della vittoria io le incontrai... (Lady) Escena V
  - Cavatina Vieni! t'affretta! (Lady) Escena V
  - Tempo di mezzo Al cader della sera il re qui giunge (Servo, Lady) Escena VI
  - Cabaletta Or tutti sorgete, ministri infernali (Lady) Escena VII
- 4 Recitativo y Marcha
  - Escena Oh donna mia! - Caudore! (Macbeth, Lady) Escena VIII
  - Marcha Escena IX
- 5 Gran Escena y Dueto
  - Gran Escena Sappia la sposa mia (Macbeth, Lady) Escena X-XI-XII-XIII
  - Dueto Fatal mia donna! un murmure (Macbeth, Lady) Escena XIII
  - Tempo di mezzo Allor questa voce m'intesi nel petto (Macbeth, Lady) Escena XIII-XIV-XV
  - Cabaletta Vieni altrove! ogni sospetto (Lady, Macbeth) Escena XV
- 6 Final I
  - Escena Di destarlo per tempo il re m'impose (Macduff, Banco, Lady, Macbeth) Escena XVI-XVII-XVII-XIX
  - Sestetto Schiudi, inferno, la bocca, ed inghiotti (Macduff, Banco, Lady, Macbeth, Malcolm, Dama, Cor) Escena XIX

### Acto II
- 7 Escena y aria de Lady Macbeth
  - Escena Perché mi sfuggi, e fiso (Lady, Macbeth) Escena I
  - Aria La luce langue... il faro spegnesi (Lady) Escena II
- 8 Coro de Sicarios y Escena de Banco
  - Coro Chi v'impose unirvi a noi? (Sicari) Escena III
  - Escena Studia il passo, o mio figlio!... (Banco) Escena IV
  - Adagio Come dal ciel precipita (Banco) Escena IV
- 9 Convito, Visione, Final II
  - Convito Salve, o re! - Voi pur salvète (Cor, Macbeth, Lady) Escena V
  - Brindis Si colmi il calice (Lady, Cor) Escena V
  - Tempo di mezzo Tu di sangue hai brutto il volto (Macbeth, Sicario) Escena VI
  - Aparición y Brindis Che ti scosta, o re mio sposo (Lady, Macbeth, Cor) Escena VII
  - Quarteto Sangue a me quell'ombra chiede (Macbeth, Lady, Macduff, Dama, Cor) Escena VII

### Acto III
- 10 Coro de Introducción
  - Incantesimo Tre volte miagola la gatta in fregola (Streghe) Escena I
- 11 Baile
- 12 Escena delle Apparizioni e Finale III
  - Escena Finché appelli, silenti m'attendete (Macbeth, Streghe, Apparizioni) Escena II
  - Aparición Fuggi, regal fantasima (Macbeth, Streghe) Escena II
  - Coro Ballabile Ondine e Silfidi (Streghe) Escena III
  - Escena Ove son io?... Svaniro!... (Macbeth, Lady) Escena IV
  - Dueto Ora di morte e di vendetta (Macbeth, Lady) Escena IV

### Acto IV
- 13 Introducción
  - Coro Patria oppressa! il dolce nome (Profughi scozzesi) Escena I
- 14 Escena y Aria de Macduff
  - Escena O figli, o figli miei! (Macduff) Escena I
  - Aria Ah, la paterna mano (Macduff) Escena I
  - Tempo di mezzo Dove siam? che bosco è quello? (Malcolm, Macduff, Cor) Escena II
  - Cabaletta La patria tradita (Macduff, Malcolm, Cor) Escena II
- 15 Escena del sonambulismo de Lady Macbeth
  - Recitativo Vegliammo invan due notti (Medico, Dama) Escena III-IV
  - Escena del sonambulismo Una macchia è qui tuttora... (Lady, Dama, Medico) Escena IV
- 16 Escena, Batalla y Final
  - Escena Perfidi! All'anglo contro me v'unite! (Macbeth) Escena V
  - Aria Pietà, rispetto, amore (Macbeth) Escena V
  - Escena Ella è morta! (Dama, Macbeth, Cor) Escena VI-VII
  - Batalla Via le fronde, e mano all'armi! (Malcolm, Soldati, Macduff) Escena VIII
  - Escena Carnefice de' figli miei, t'ho giunto (Macduff, Macbeth) Escena IX
  - Final Vittoria! Vittoria (Macduff, Malcolm, Soldati, Donne, Popolo) Escena X